# جواو باسو
جواو باسو هو لاعب كرة قدم برازيلي في مركز الوسط، ولد في 13 يناير 1997 في كوريتيبا في البرازيل. لعب مع إشتوريل برايا.

## وصلات خارجية
- جواو باسو على موقع قاعدة بيانات كرة القدم.إي يو (الإنجليزية)
- جواو باسو على موقع Soccerway.com (الإنجليزية)